# Palestra de Delos
La Palestra de Delos o Palestra de granito era una antigua palestra, o recinto deportivo, de la isla de Delos, en Grecia. Sus ruinas forman parte del yacimiento arqueológico de Delos, declarado Patrimonio de la Humanidad por la Unesco. Más concretamente, el yacimiento forma parte de la zona del Lago Sagrado de Delos. 

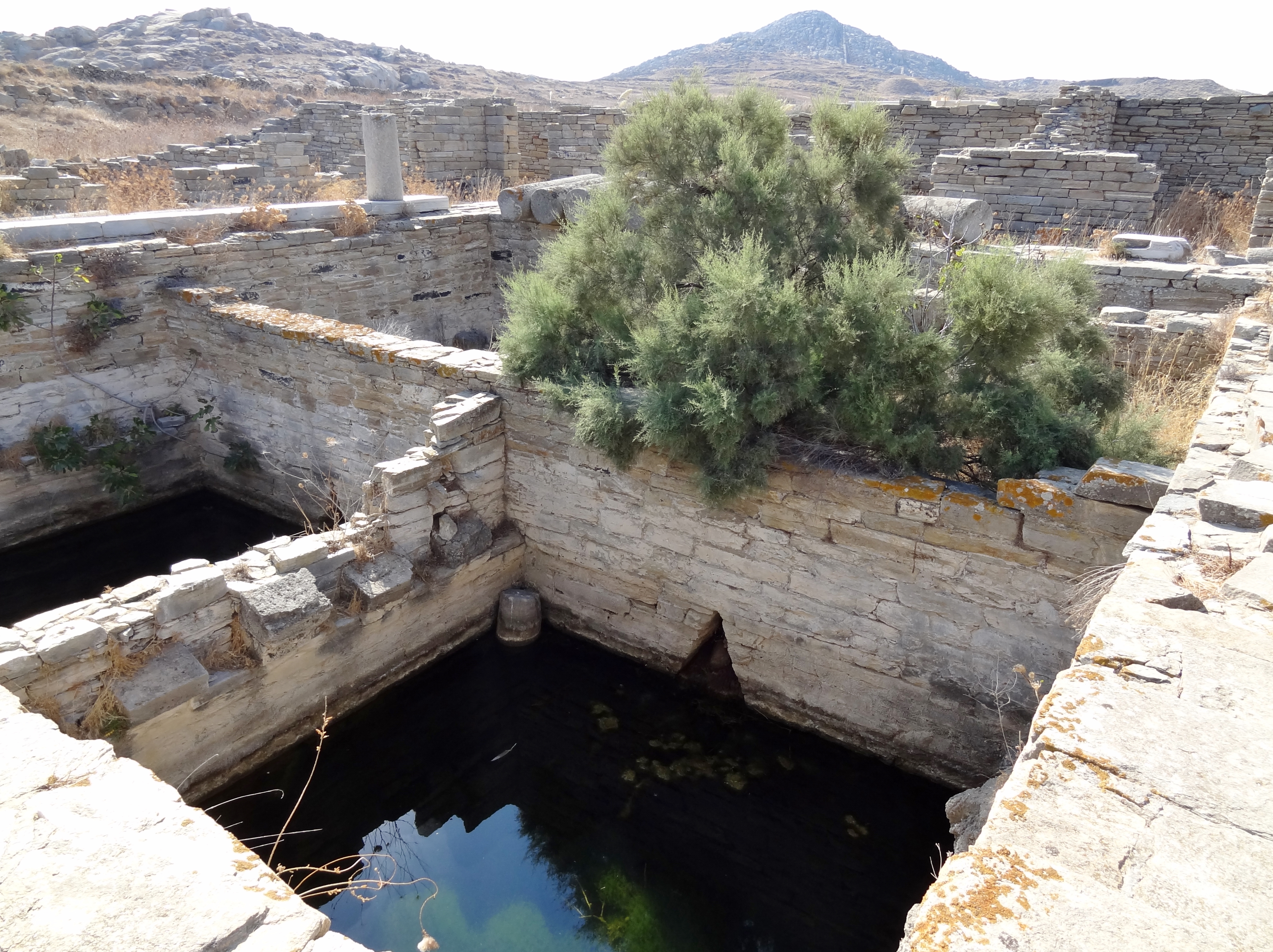
Ruinas.

Se construyó en el  periodo helenístico-romano hacia el año 150 a. C. Toma su nombre de  Palestra de granito por el material de construcción utilizado . Estaba situada en el lado norte del Lago Sagrado, en una zona donde había muchas casas particulares construidas al mismo tiempo. Inmediatamente al oeste de la palestra estaba la llamada Casa del Lago y al sur otra palestra, la llamada Palestra del Lago. Al este de la palestra estaba el Hipódromo de Delos.